# Nisída Oxeiá
Nisída Oxeiá är en ö i Grekland.   Den ligger i prefekturen Nomós Kefallinías och regionen Joniska öarna, i den centrala delen av landet, 230 km väster om huvudstaden Aten. Arean är 4,7 kvadratkilometer.
Terrängen på Nisída Oxeiá är lite kuperad. Öns högsta punkt är 391 meter över havet. Den sträcker sig 4,3 kilometer i nord-sydlig riktning, och 2,4 kilometer i öst-västlig riktning.